# BigBlueButton
BigBlueButton es un software de código abierto para alojar conferencias web. El servicio se ejecuta en el sistema operativo Ubuntu GNU/ Linux para ser usado por quienes lo visiten desde cualquier dispositivo. Además de varios servicios de conferencia web, tiene integraciones para muchos de los principales sistemas de aprendizaje y gestión de contenido.

## Características
BigBlueButton admite múltiples comparticiones de audio y video, presentaciones con capacidades ampliadas de pizarra, como puntero, zum y dibujo, chat público y privado, uso compartido de escritorio, VoIP integrado con FreeSWITCH y soporte para la presentación de documentos PDF y documentos de Microsoft Office. Además, los usuarios pueden ingresar a la conferencia en uno de dos roles: espectador o moderador. 
Como espectador, un usuario puede unirse a la conferencia de voz, compartir su cámara web, levantar la mano y chatear con otros. Como moderador, un usuario puede silenciar / activar el silencio de otros, expulsar a cualquier usuario de la sesión y convertir a cualquier usuario en el presentador actual. El presentador puede cargar diapositivas y controlar la presentación.
El servidor BigBlueButton se ejecuta en Ubuntu 16.04 de 64 bits y se puede instalar desde el código fuente o desde paquetes de Ubuntu. BigBlueButton también se puede descargar como una máquina virtual (VM) que se ejecuta en VMware Player y VirtualBox en PC y computadoras Unix/ Linux y en VMWare Fusion en Mac. El servidor BigBlueButton también puede ejecutarse en un entorno de nube, como Amazon EC2, instalándolo en una instancia de Ubuntu 16.04 de 64 bits.

## Arquitectura
Al igual que Apache OpenMeetings, BigBlueButton usó originalmente red5, una implementación de código abierto del servidor de medios Flash de Adobe, para apoyar su colaboración en tiempo real. Ahora usa WebRTC para compartir audio, video y pantalla.
También utiliza redis, el software de almacenamiento de datos de valor-clave de código abierto, para mantener una lista interna de sus reuniones, asistentes y cualquier otra información relevante. 

## Historia
En 2007, el proyecto se inició en la Universidad de Carleton por el programa de Gestión de Innovación Tecnológica. La primera versión fue escrita por Richard Alam (inicialmente se llamaba el proyecto Blindside) bajo la supervisión de Tony Bailetti.
En 2009, Richard Alam, Denis Zgonjanin y Fred Dixon subieron el código fuente de BigBlueButton a Google Code y formaron Blindside Networks, una empresa que persigue el modelo comercial tradicional de código abierto de proporcionar soporte y servicios pagados a la comunidad BigBlueButton.  
En 2010, los desarrolladores principales agregaron una pizarra para anotar la presentación cargada. Jeremy Thomerson agregó una interfaz de programación de aplicaciones (API) que la comunidad BigBlueButton utilizó posteriormente para integrar con Sakai, WordPress, Moodle 1.9, Moodle 2.0,  Joomla, Redmine, Drupal, Tiki Wiki CMS Groupware, Foswiki, y LAMS . Google aceptó BigBlueButton en el programa Google Summer of Code 2010. Para alentar las contribuciones de otros, los desarrolladores movieron el código fuente de Google Code a GitHub. El proyecto indicó su intención de crear una Fundación sin fines de lucro independiente para supervisar el desarrollo futuro.
En 2011, los desarrolladores principales anunciaron que agregarían capacidades de grabación y reproducción a BigBlueButton 0.80.
| Versión                       | Fecha lanzamiento        |
| ----------------------------- | ------------------------ |
| 0.4                           | 12 de junio de 2009      |
| 0.5                           | 21 de julio de 2009      |
| 0.60                          | 12 de agosto de 2009     |
| 0.70                          | 15 de julio de 2010      |
| 0.8-beta1                     | 12 de septiembre de 2011 |
| 0.90-beta                     | 15 de octubre de 2014    |
| 1.0-beta                      | 06 de octubre de 2015    |
| 1.1                           | 25 de mayo de 2017       |
| 2.2                           | 11 de marzo de 2020      |
| Versión antiguaÚltima versión |                          |

El nombre BigBlueButton proviene del concepto inicial de que comenzar una conferencia web debe ser tan simple como presionar un botón azul grande y metafórico.

## Integraciones de terceros
- Canvas (Sistema de gestión de aprendizaje)
- Chamilo (sistema de gestión de aprendizaje)
- DoceboLMS (Saas/ Cloud Learning Management System)
- Drupal (Sistema de gestión de contenidos)
- ILIAS (Sistema de gestión de aprendizaje)
- Moodle (sistema de gestión de aprendizaje)
- Mattermost (servicio de chat basado en la web)
- OpenOLAT (Sistema de gestión de aprendizaje)
- Proyecto Sakai (Sistema de gestión de aprendizaje)
- Tiki Wiki CMS Groupware (Sistema de gestión de contenido)
- Qwerteach (plataforma Saas/ Tutoring)
- WordPress (Sistema de gestión de contenidos)
- KampüsProject (Sistema de gestión de aprendizaje)